# هجوم عام 2016 على البعثات الدبلوماسية السعودية في إيران
هجوم عام 2016 على البعثات الدبلوماسية السعودية في إيران هو هجوم على البعثات الدبلوماسية السعودية حدث في العاصمة الإيرانية طهران ومدينة مشهد يوم 2 يناير عام 2016م، بعد تنفيذ حكم الإعدام بحق 47 شخصاً على علاقة بالإرهاب والذي من ضمنه رجل الدين الشيعي السعودي نمر النمر.

## أحداث
في 2 يناير 2016 قام مجموعة من المتظاهرين الإيرانين بالهجوم على السفارة السعودية في طهران بعد تنفيذ عقوبة الإعدام بحق المعارض السعودي نمر النمر، حسب ما أعلنته الداخلية السعودية كان نمر النمر ضمن 47 شخص نفذت السعودية الإعدام بحقهم. لقد حكم على نمر النمر بالقتل تعزيراً من المحكمة الجزائية بالمملكة العربية السعودية في 15 أكتوبر 2014.
تمكن المتظاهرين من اقتحام مبنى السفارة وإحراقها وإنزال العلم السعودي وتهشيم وسرقة مافيها وقام متظاهرون أخرين بالهجوم على القنصلية السعودية في مشهد وقاموا بتهشيم الأثاث وزجاج النوافذ وقام بعضهم بنهب محتويات القنصلية وتلقى الدبلوماسيين السعوديين بتهديد بالقتل من الباسيج قبل خروجهم للسعودية.

قطعت السعودية جميع علاقاتها مع إيران، وتبعتها البحرين والسودان وجيبوتي والصومال. بينما قامت الإمارات العربية المتحدة بتخفيض تمثيلها الدبلوماسي في إيران إلى قائم بالأعمال. وكذلك، قامت كل من الأردن وقطر باستدعاء السفراء الإيرانيين لديهم للاحتجاج على حرق السفارة السعودية.

## السبب
أثار إعدام نمر النمر موجة ردود فعل بين الشيعة في الشرق الأوسط عموماً وفي إيران خصوصاً، حيث أدانت إيران عملية الإعدام، وتوعدت السعودية بأن تدفع الثمن غالياً. وهاجم المئات من المتظاهرين الإيرانيين مبنى القنصلية السعودية في مدينة مشهد وقاموا بإضرام النيران في أجزاء منها وإنزال العلم السعودي، أما السفارة السعودية في العاصمة طهران تعرضت لاقتحام من متظاهرين وقاموا بتهشيم الأثاث وزجاج النوافذ وقام بعضهم بنهب محتويات السفارة.

## رد السعودية
أعلنت السعودية قطع علاقاتها الدبلوماسية مع إيران في مؤتمر صحفي لوزير الخارجية عادل الجبير. ودعت البعثة الدبلوماسية الإيرانية الموجودة على أراضيها لمغادرة البلاد خلال 48 ساعة. وصرح عادل الجبير في المؤتمر الصحفي أن تاريخ إيران مليء بالتدخلات السلبية والعدوانية في الشؤون العربية ودائما ما يصاحبه الخراب والدمار، وأن الأعتداء على السفارة والقنصلية السعوديتين في إيران، يشكل انتهاكا صارخا لكافة الاتفاقيات والمواثيق والمعاهدات الدولية.
وأعلنت السعودية وقف رحلات الطيران بين البلدين، وإنهاء العلاقات التجارية بينهما، ومنع السعوديين من السفر إلى إيران.

## ردود الفعل الدولية

### دول
- المملكة المتحدة: عبر وزير الدفاع البريطاني مايكل فالون عن استهجانه للهجوم الذي تعرضت له السفارة والقنصلية السعوديتين في إيران.[8]
- تركيا: أعربت الخارجية التركية في بيان عن قلقها إزاء الاعتداءات التي طالت البعثات الدبلوماسية السعودية في إيران، مؤكدة على ضرورة الحفاظ على أمن مقار البعثات الدبلوماسية والقنصليات المتمتعة بالحصانة الكاملة.واستدعت تركيا السفير الإيراني إلى وزارة الخارجية[9][10]
- ماليزيا: أدانت ماليزيا بشدة الاعتداء على السفارة والقنصلية السعوديتين في طهران ومشهد، وطالبت السلطات الإيرانية باتخاذ الإجراءات اللازمة لتأمين الحماية على السفارات الاجنبية في إيران.وقال وزير الخارجية حنيفة امان ان ماليزيا قلقة من التطورات في غرب آسيا والشرق الأوسط وتستنكر بشدة أعمال الشغب والاعتداء على السفارة السعودية في طهران والقنصلية السعودية في مشهد.[11]
- تونس: دعت إلى ضرورة توفير الحماية للبعثات الدبلوماسية والقنصلية والحفاظ على حرمتها من مثل هذه الأعمال التي تمثّل خرقا فادحا لاتفاقيات فيينا للعلاقات الدبلوماسية والقنصلية والمواثيق والمعاهدات والأعراف الدولية ذات الصّلة. كما دعت تونس إلى تجنّب كلّ ما من شأنه أن يؤدّي إلى مزيد توتير الأوضاع في المنطقة وذلك حفاظا على أمن وإستقرار دولها.[12]
- البحرين: قررت البحرين قطع علاقاتها الدبلوماسية مع الجمهورية الإسلامية الإيرانية وطلبت من جميع أعضاء بعثتها مغادرة البحرين خلال 48 ساعة، كما قررت البحرين إغلاق بعثتها الدبلوماسية لدى الجمهورية الإسلامية الإيرانية وسحب جميع أعضاء بعثتها.[13]
- السودان: قامت السودان بقطع العلاقات الدبلوماسية مع إيران وطلبت من السفير الإيراني في ولاية الخرطوم وكامل البعثة الدبلوماسية الإيرانية لديها مغادرة البلاد، واستدعت السفير السوداني في طهران.[14]
- مصر: أعربت مصر عن إدانتها للهجوم على مبنى سفارة السعودية في طهران وقنصليتها بمدينة مشهد.وأكد المتحدث الرسمي باسم الخارجية المصرية المستشار أحمد أبو زيد في بيان ضرورة احترام حرمة مقار البعثات الديبلوماسية والقنصلية وسلامة الأفراد العاملين بها والتي كفلتها اتفاقيات فيينا للعلاقات الدبلوماسية والقنصلية.[15]
- الإمارات العربية المتحدة: قررت دولة الإمارات العربية المتحدة تخفيض مستوى التمثيل الدبلوماسي مع إيران إلى مستوى قائم بالاعمال وتخفيض عدد الدبلوماسيين الإيرانيين في الدولة.واعلنت وزارة الخارجية في بيان لها اليوم انه تم استدعاء سعادة سيف الزعابي سفير الدولة في طهران تطبيقا لهذا القرار.وقالت وزارة الخارجية في بيانها ان هذه الخطوة الاستثنائية تم اتخاذها في ضوء التدخل الإيراني المستمر في الشأن الداخلي الخليجي والعربي والذي وصل إلى مستويات غير مسبوقة في الاونه الاخيرة.[16]
- الكويت: أعلنت وزارة الخارجية استدعاء سفير الكويت لدى الجمهورية الإسلامية الإيرانية على خلفية الاعتداءات التي قامت بها جموع من المتظاهرين باقتحام سفارة السعودية والاعتداء على قنصليتها العامة في مشهد وممارسة التخريب واضرام النيران فيهما لما يمثله ذلك من خرقاً صارخاً للأعراف والاتفاقيات الدولية وإخلالاً جسيماً بالتزامات إيران الدولية بأمن البعثات الدبلوماسية وسلامة طاقمها.[17]
- روسيا: قالت روسيا إن الهجمات على البعثات الدبلوماسية لا يمكن أبدا اعتبارها وسيلة قانونية للاحتجاج.وأبدت وزارة الخارجية الروسية قلقا بالغا إزاء تدهور الوضع في المنطقة ودعت السعودية وإيران إلى ضبط النفس.[18]
- المغرب: أدان وزير الشؤون الخارجية والتعاون المغربي صلاح الدين مزوار بشدة الهجوم الذي تعرضت له سفارة السعودية في طهران وقنصليتها في مشهد. ودعت المغرب الجمهورية الإسلامية الإيرانية إلى تنفيذ الالتزامات الدولية في هذا الشأن لضمان حماية البعثات الدبلوماسية والقنصلية والعاملين بها. وأعربت عن تضامن المملكة المغربية الدائم مع المملكة العربية السعودية الشقيقة.[19]
- اليمن: أدانت الحكومة اليمنية الهجوم الذي تعرضت له السفارة السعودية في طهران..مؤكدة أن ما حدث يمثل انتهاكا ومخالفة للقوانين الدولية والأعراف الدبلوماسية المتعارف عليها.[20]
- باكستان: أدانت باكستان للهجوم على السفارة السعودية في طهران، مضيفة أن من مسؤولية البلد المضيف أن يوفر السلامة والأمن كاملًا لكل البعثات الدبلوماسية وأفرادها.ووصف بيان صادر عن الخارجية الباكستانية الهجوم على البعثة الدبلوماسية السعودية في إيران بالمحزن والمؤسف جدًّا، محذرًا من أن العناصر المتطرفة قد تستغل أي انقسام في المجتمع المسلم لصالحها.ودعت الخارجية الباكستانية إلى حل الخلافات عبر الطرق السلمية بما يعود بالفائدة الأكبر للوحدة الإسلامية.[21]
- الأردن: دعت الأردن على لسان الناطق الرسمي باسم الحكومة محمد المومني إلى توفير الحماية للبعثات الدبلوماسية، مؤكدة أن الهجمات تعتبر خرق فاضح للقانون الدولي، واتفاقية جنيف بشأن صون وحماية البعثات الدبلوماسية واحترامها.واستنكر المومني التدخل والتحشيد الإيراني ضد السعودية، وتصاعده عقب تنفيذ السعودية أحكاماً قضائية ضد مدانين من مواطنيها، مؤكداً على تضامن الأردن مع السعودية في مواجهة التطرف والإرهاب، على حد قوله.[22]
- ليبيا: أعربت وزارة الخارجية الليبية عن مؤازرتها للمملكة العربية السعودية ضد الاعتداءات التي تعرضت لها سفارتها في العاصمة الإيرانية طهران وقنصليتها في مدينة مشهد.وأدانت الخارجية في بيان لها هذه الأعمال التي وصفتها بـ”الهمجية”، وتتنافى مع أبسط قواعد الأعراف الدبلوماسية، وخاصة اتفاقية فيينا عام 1961.وحملت البيان، السلطات الإيرانية مسؤولية هذه الأعمال، التي كانت من المفترض عليها أن تحمي وتحافظ على البعثات الدبلوماسية لديها.[23]
- قطر: أعربت دولة قطر عن تنديدها واستنكارها الشديدين للهجوم الذي تعرضت له سفارة السعودية في طهران وقنصليتها في مدينة مشهد بإيران.وأكدت وزارة الخارجية القطرية في بيان اليوم وفقاً لوكالة الانباء القطرية أن هذا الاعتداء يعد انتهاكًا واضحًا ومرفوضًا للمواثيق والأعراف الدولية ولاتفاقية فيينا للعلاقات الدبلوماسية لعام 1961 التي تكفل أمن وحماية البعثات الدبلوماسية وأعضائها، مطالبة الحكومة الإيرانية بتوفير الحماية الكافية للبعثات الدبلوماسية وأعضائها، واتخاذ الإجراءات القانونية اللازمة بحق المعتدين.[24]
- الولايات المتحدة: قال المتحدث باسم وزارة الخارجية جون كيربي للصحافيين إننا ندين الاعتداءات على الممتلكات الديبلوماسية السعودية في إيران، مضيفاً أن بلاده تأخذ الهجمات على المنشآت الديبلوماسية على محمل الجد، وإننا نتابع التقارير حول القاء القبض على بعض مرتكبي هذه الهجمات، ونحض الحكومة الإيرانية على الاحترام الكامل لالتزاماتها الدولية لحماية مقرات البعثات الديبلوماسية".[25]
- تونس:[26]
- أستراليا: نددت وزيرة الخارجية الأسترالية جولي بيشوب بالاعتداءات على سفارة السعودية في العاصمة الإيرانية طهران وقنصليتها في مدينة مشهد. وشددت الوزيرة في تصريح لها على حرمة البعثات الدبلوماسية وطالبت الحكومة الإيرانية بضرورة توفير الحماية للدبلوماسيين والمنشآت الدبلوماسية[27]
- جيبوتي: اعلنت جمهورية جيبوتي قطع العلاقات مع إيران تضامنا مع المملكة العربية السعودية.

### منظمات
- الأمم المتحدة: أدان أعضاء مجلس الأمن الدولي بأشد العبارات الاعتداءات على سفارة المملكة العربية السعودية في طهران وقنصليتها في مشهد، مما أدى إلى اقتحامهما وإحداث أضرار جسيمة. وأشار الأعضاء، في بيان صحفي، إلى مبدأ حرمة الأماكن الدبلوماسية والقنصلية والتزامات الحكومات المضيفة باتخاذ جميع الخطوات الملائمة لحماية تلك الأماكن ضد أي اقتحام ومنع ما قد يعكر صفو السلام بهذه البعثات أو يمس مكانتها.[28]
- جامعة الدول العربية: عبّرت الأمانة العامة لمجلس وزراء الداخلية العرب عن استنكارها الشديد أمام التصرفات والاستفزازات الإيرانية العدائية تجاه المملكة العربية السعودية.وقالت في بيان أصدرته من مقرها في تونس اليوم، «إن هذا التعدي على حرمة بعثات المملكة الدبلوماسية واقتحامها والعبث بمحتوياتها، يُثبت الاستهتار الفاضح بكل القوانين الدولية والأعراف الدبلوماسية إلى جانب الاستخفاف بالتعاليم الإسلامية ومبادئ حسن الجوار».

وأعربت الأمانة عن إدانتها بكل حزم لهذه التصرفات النكراء.
- مجلس التعاون الخليجي: دان الأمين العام لمجلس التعاون لدول الخليج العربية الدكتور عبد اللطيف بن راشد الزياني الاعتداءات الهمجية على سفارة السعودية في طهران، والقنصلية السعودية في مدينة مشهد، وحمل السلطات الإيرانية المسؤولية الكاملة عن هذه الأعمال الإرهابية، مؤكداً أن فشلها في منع هذه الاعتداءات يمثل إخلالاً جسيماً بالتزامات إيران لحماية البعثات الدبلوماسية بموجب اتفاقية فيينا لعام 1961 والقانون الدولي.[30]

## دول قطعت علاقاتها مع إيران تضامناً مع السعودية
- البحرين
- السودان
- الصومال
- جيبوتي
- جزر القمر[31]

## مقالات ذات صلة
- قصف السفارة الإيرانية في صنعاء 2016
- الإعتداءات الإرهابية على السفارات السعودية